# Copa del Món de touch rugbi
La Copa del Món de touch rugbi (oficialment en anglès: Touch World Cup) és la màxima competició mundial de seleccions de touch rugbi. Fou creada l'any 1988 per la Federació Internacional de Touch i es disputa cada quatre anys des de la segona edició, per tal de no fer-la coincidir amb els Jocs Olímpics d'Estiu.
En el campionat es configuren modalitats diferents, en funció de l'edat i el sexe. Per exemple, a l'edició de 2011 se'n feren set: open masculí, open femení, open mixt, sènior masculí, +30 masculí, +35 masculí, i +40 masculí.
El torneig aplega seleccions nacionals, tant si representen a un Estat com si no. Un exemple d'aquesta convivència la trobem amb la selecció catalana, que s'estrenà a la Copa de l'any 2011 a Edimburg, així com hi participaven les seleccions d'Espanya i França.

## Historial

### Categoria masculina
| Edició       | Any  | Seu                       | Equips | Campió    | Segon classificat | Tercer classificat |
| ------------ | ---- | ------------------------- | ------ | --------- | ----------------- | ------------------ |
| I detalls    | 1988 | Gold Coast (Austràlia)    | 4      | Austràlia | Nova Zelanda      | Canadà             |
| II detalls   | 1991 | Auckland (Nova Zelanda)   | 9      | Austràlia | Nova Zelanda      | Samoa              |
| III detalls  | 1995 | Hawaii (EUA)              | 8      | Austràlia | Nova Zelanda      | Niue               |
| IV detalls   | 1999 | Sydney (Austràlia)        | 13     | Austràlia | Nova Zelanda      | Illes Cook         |
| V detalls    | 2003 | Kumagaya (Japó)           | 6      | Austràlia | Nova Zelanda      | Sud-àfrica         |
| VI detalls   | 2007 | Stellenbosch (Sud-àfrica) | 8      | Austràlia | Nova Zelanda      | Líban              |
| VII detalls  | 2011 | Edimburg (Escòcia)        | 15     | Austràlia | Nova Zelanda      | Sud-àfrica         |
| VIII detalls | 2015 | Coffs Harbour (Austràlia) | 16     | Austràlia | Nova Zelanda      | Papua Nova Guinea  |
| IX detalls   | 2019 | Kuala Lumpur (Malàisia)   |        |           |                   |                    |

### Categoria femenina
| Edició       | Any  | Seu                       | Equips | Campió    | Segon classificat | Tercer classificat |
| ------------ | ---- | ------------------------- | ------ | --------- | ----------------- | ------------------ |
| I detalls    | 1988 | Gold Coast (Austràlia)    | 4      | Austràlia | Nova Zelanda      | Canadà             |
| II detalls   | 1991 | Auckland (Nova Zelanda)   | 6      | Austràlia | Nova Zelanda      | Illes Cook         |
| III detalls  | 1995 | Hawaii (EUA)              | 6      | Austràlia | Nova Zelanda      | Niue               |
| IV detalls   | 1999 | Sydney (Austràlia)        | 8      | Austràlia | Nova Zelanda      | Samoa              |
| V detalls    | 2003 | Kumagaya (Japó)           | 5      | Austràlia | Nova Zelanda      | Sud-àfrica         |
| VI detalls   | 2007 | Stellenbosch (Sud-àfrica) | 8      | Austràlia | Nova Zelanda      | Sud-àfrica         |
| VII detalls  | 2011 | Edimburg (Escòcia)        | 11     | Austràlia | Nova Zelanda      | Singapur           |
| VIII detalls | 2015 | Coffs Harbour (Austràlia) | 14     | Austràlia | Nova Zelanda      | Singapur           |
| IX detalls   | 2019 | Kuala Lumpur (Malàisia)   |        |           |                   |                    |

### Categoria mixta
| Edició       | Any  | Seu                       | Equips | Campió       | Segon classificat | Tercer classificat |
| ------------ | ---- | ------------------------- | ------ | ------------ | ----------------- | ------------------ |
| I detalls    | 1988 | Gold Coast (Austràlia)    | 4      | Austràlia    | Nova Zelanda      | Canadà             |
| II detalls   | 1991 | Auckland (Nova Zelanda)   | 6      | Austràlia    | Nova Zelanda      | Illes Cook         |
| III detalls  | 1995 | Hawaii (EUA)              | 8      | Austràlia    | Nova Zelanda      | Niue               |
| IV detalls   | 1999 | Sydney (Austràlia)        | 15     | Nova Zelanda | Austràlia         | Líban              |
| V detalls    | 2003 | Kumagaya (Japó)           | 7      | Austràlia    | Nova Zelanda      | Sud-àfrica         |
| VI detalls   | 2007 | Stellenbosch (Sud-àfrica) | 6      | Nova Zelanda | Austràlia         | Sud-àfrica         |
| VII detalls  | 2011 | Edimburg (Escòcia)        | 19     | Austràlia    | Nova Zelanda      | Sud-àfrica         |
| VIII detalls | 2015 | Coffs Harbour (Austràlia) | 22     | Austràlia    | Nova Zelanda      | Papua Nova Guinea  |
| IX detalls   | 2019 | Kuala Lumpur (Malàisia)   |        |              |                   |                    |

## Resultat total
Actualitzat fins a l'edició de 2007
| País              | Partits jugats | Victòries | Derrotes | Empats | A favor | En contra |
| ----------------- | -------------- | --------- | -------- | ------ | ------- | --------- |
| Anglaterra        | 97             | 30        | 61       | 6      | 283     | 761       |
| Austràlia         | 362            | 332       | 22       | 8      | 4.430   | 492       |
| Canadà            | 26             | 7         | 18       | 1      | 140     | 283       |
| Escòcia           | 35             | 5         | 30       | 0      | 87      | 418       |
| EUA               | 60             | 12        | 44       | 4      | 210     | 576       |
| Fiji              | 32             | 12        | 19       | 1      | 167     | 188       |
| França            | 7              | 0         | 7        | 0      | 5       | 163       |
| Gal·les           | 43             | 3         | 38       | 2      | 30      | 525       |
| Illes Cook        | 154            | 57        | 91       | 6      | 539     | 991       |
| Salomó            | 7              | 0         | 6        | 1      | 6       | 103       |
| Itàlia            | 6              | 3         | 3        | 0      | 25      | 31        |
| Japó              | 131            | 18        | 108      | 5      | 289     | 1.434     |
| Líban             | 31             | 21        | 9        | 1      | 216     | 138       |
| Nova Zelanda      | 352            | 268       | 75       | 9      | 3.463   | 834       |
| Niue              | 148            | 56        | 86       | 6      | 473     | 880       |
| Papua Nova Guinea | 170            | 18        | 147      | 5      | 404     | 1.805     |
| Samoa             | 178            | 81        | 92       | 5      | 773     | 829       |
| Samoa Americana   | 7              | 2         | 5        | 0      | 19      | 70        |
| Singapur          | 57             | 11        | 43       | 3      | 186     | 643       |
| Sud-àfrica        | 119            | 68        | 47       | 3      | 755     | 682       |
| Suïssa            | 17             | 0         | 17       | 0      | 16      | 273       |
| Tailàndia         | 7              | 1         | 6        | 0      | 26      | 86        |
| Tokelau           | 26             | 9         | 16       | 0      | 80      | 170       |
| Tonga             | 32             | 6         | 24       | 2      | 79      | 305       |
| Total             | 2104           | 1020      | 1014     | 68     | 12.701  | 12.680    |

Mentre que el nombre de participants està augmentant constantment, les finals són gairebé sempre entre Austràlia i Nova Zelanda.